# Tutela
La tutela es la institución jurídica por la que se coloca a determinadas personas (menores de edad o declaradas incapacitadas) bajo la guarda y potestad de otra persona o de la entidad pública. Está concebida para aquellas personas menores de edad que no cuentan con la protección y cuidados de sus madres, padres o cuidadoras/es. Los sistemas de tutela pueden ser de tutela de familia, en la que la función tutelar se encomienda al grupo familiar de la persona menor de edad o de tutela de autoridad, en la que el tutor/a se encuentra bajo la vigilancia, supervisión y control de la autoridad pública. Estarán tuteladas las personas menores de edad no emancipadas que no estén bajo la patria potestad, es decir, los casos en que las madres/padres hayan fallecido o se les haya declarado fallecidos o hayan sido privados/as de la patria potestad. En esta hipótesis, la tutela tendrá carácter pleno y comprenderá todos los derechos y obligaciones respecto de la persona y bienes del menor de edad. También estarán tuteladas —y este es el caso más relevante en el marco de la protección social—, las personas menores de edad que hayan sido declaradas en situación de desamparo. Este último caso fue incluido en España en la Ley 21/87, de 11 de noviembre de 1987; la situación de desamparo se producirá por el incumplimiento,  imposible o inadecuado ejercicio, de los deberes de protección cuando personas menores de edad quedan privados de la adecuada y necesaria asistencia moral y material; es la llamada tutela automática del artículo 172 CC. En el derecho internacional (hispanoamericano) esta figura jurídica puede darse también solo sobre la persona o solo sobre los bienes de una persona menor de edad o puede otorgarse a más de una persona; es el caso de la tutela compartida, que se otorga a dos o más tutores/as. Existen varios tipos de tutela según su procedencia, entre otras: la tutela testamentaria, que es la que es asignada por testamento por la persona facultada para ello; la tutela dativa que se confiere a través de una designación del consejo de familia o del juez/a; la tutela legal o legítima, que se confiere por disposición legal. Existen también varias maneras de poner fin a la tutela, entre las cuales podemos destacar el cumplimiento de la mayoría de edad; la adopción del menor de edad; la recuperación por parte del padre o madre del cuidado personal o «patria potestad» (v); por resolución judicial o por fallecimiento.
La tutela tiene por objeto la guarda de la persona y sus bienes, o solamente de los bienes o de la persona, de quien, no estando bajo la patria potestad, es incapaz de gobernarse por sí mismo por ser menor de edad o estar declarado como incapacitado.
Según la legislación de cada país, la tutela puede ir o no acompañada de las siguientes figuras:
- Consejo de familia, integrado por ascendientes directos del menor de edad que ejercen las funciones de tutelaje o de defensores del menor. En otros países estas funciones las realiza el defensor judicial o el juez.
- Defensor judicial que, con independencia de a quién se encomiende la tutela, vigila el cumplimiento de las obligaciones del tutor en beneficio del tutelado.
- Tutela compartida por dos o más tutores. Esta se permite en algunas legislaciones y se aconseja que uno de ellos gestione la tutoría de la persona y otro la del patrimonio.

## La figura del tutor
Se entiende como tutor (también, tutor legal) al representante legal del menor o del incapacitado en el ejercicio de las funciones de tutela, y puede ser, según cada legislación, una persona física o una persona jurídica.
En algunas legislaciones, se permite que existan dos o más tutores, cuando lo aconseja que uno de ellos gestione la tutoría de la persona y otro la del patrimonio 
La capacidad legal para ser tutor se concede a todos los mayores de edad, con plena capacidad para el ejercicio de los derechos civiles y que no incurran en causas de incapacidad.
En general, las legislaciones civiles de los distintos países consideran como causas que incapacitan para la función de tutor las siguientes:
- los privados de la patria potestad;
- los que hayan sido separados anteriormente de la función de tutela;
- los condenados a penas privativas de libertad mientras estén cumpliendo condena;
- los que hayan sido condenados, aun habiendo cumplido la pena, por delitos contra la familia;
- los que mantengan conflictos de intereses con los tutelados;
- los que sean enemigos manifiestos del tutelado;
- los excluidos por los padres en escritura pública o testamento;
- los que, de hecho, tienen imposibilidad absoluta de ejercer la tutela por edad, enfermedad o por cualquier otro elemento objetivo igual (similar).

## Finalización de la tutela
La tutela se extingue por la mayoría de edad de la persona menor de edad, por su adopción, por su fallecimiento, por recuperación de la patria potestad del progenitor o progenitores o por resolución judicial que ponga fin a la incapacidad que dio origen a la tutela.
La finalización de la tutela exige la rendición de cuentas, ante la autoridad judicial, de la administración de los bienes que realizó el tutor.